# Frank Elstner
Frank Elstner, de son vrai nom Timm Franz Maria Elstner (né le 19 avril 1942 à Linz) est un animateur de radio et de télévision allemand.

## Biographie
Ses parents sont acteurs. Il grandit à Baden-Baden et à Rastatt. Il quitte à l'école à 14 ans. Il est entré à la radio en étant acteur à 10 ans pour Südwestfunk. Il ne peut pas étudier le théâtre, car il n'a pas l'abitur. Il se fait un nom en tant que présentateur puis directeur des programmes de RTL Radio jusqu'en 1983. Il commente le Concours Eurovision de la chanson 1974 pour l'ARD. Gerd Bacher vient le consulter pour la création d'Ö3.
Comme Elstner anime son émission avec un autre présentateur prénommé Tom, on lui demande de ne pas prendre le prénom de Timm, il décide alors de prendre le prénom de son frère Frank.
Elstner commence sa carrière à la télévision avec Jeux sans frontières qu'il présente en s'appelant Tim et Die Montagsmaler. En 1981, il crée Wetten, dass..? qui devient l'émission la plus regardée en Europe. Il anime 39 numéros de 1981 à 1987 avant de céder sa place à Thomas Gottschalk.
Après les créations Nase vorn et Elstner und die Detektive sur ZDF qui n'atteignent pas des résultats d'audience, il présente pour RTL diverses émissions l'adaptation allemande de Jeopardy! et dans les années 1990 Aber Hallo.
Au sein de sa propre entreprise, Elstnertainment, Frank Elstner développe des formats de télévision qu'il propose au public et au privé.
Frank Elstner est animateur principalement pour Südwestrundfunk avec le talkshow Menschen der Woche de 2000 à 2015. Du 28 septembre 2002 au 21 novembre 2009, il succède à Cherno Jobatey sur Das Erste pour l'adaptation allemande de Surprise sur prise !. Il anime aussi jusqu'en 2005 Millionnaire.
Depuis septembre 2006, il anime le quiz Die Besten im Südwesten. Il présente également avec Ranga Yogeshwar Die große Show der Naturwunder.
À l'occasion du Concours Eurovision de la chanson 2011, Frank Elstner anime une émission spéciale Show für Deutschland sur ARD.
Pour une émission spéciale été le 18 juin 2011 à Majorque, Frank Elstner et Thomas Gottschalk animent ensemble Wetten, dass..?.
Elstner est membre de la 15e Assemblée fédérale et vote à l'élection présidentielle en faveur de Joachim Gauck, le candidat de la CDU.
En avril 2014, à la fin de la 212e émission de Wetten, dass..?, l'animateur Markus Lanz annonce qu'il ne restera plus que trois numéros. Pour la dernière émission, le 13 décembre 2014, Frank Elstner et Thomas Gottschalk sont annoncés comme les invités d'honneur, mais la ZDF annule l'émission.
Le 6 juillet 2015 et le 2 avril 2016, Frank Elstner participe au jeu télévisé Wer weiß denn sowas? en tant que membre de l'équipe "Hoëcker.

### Vie privée
Frank Elstner fait un troisième mariage avec Britta Gessler et est père de cinq enfants, dont l'actrice Enya Elstner (de).
Atteint de microphtalmie à sa naissance, il porte une prothèse oculaire.

## Récompenses et distinctions
- 2013 : prix Münchhausen
- 2019 :  Commandeur de l'ordre de Mérite du grand-duché de Luxembourg[1]

### Source de la traduction
- (de) Cet article est partiellement ou en totalité issu de l’article de Wikipédia en allemand intitulé « Frank Elstner » (voir la liste des auteurs).